# Chatswood (Nouvelle-Zélande)
Pour les articles homonymes, voir Chatswood.
Chatswood est une banlieue de la ville d'Auckland, située dans l'Île du Nord de la Nouvelle-Zélande.

## Situation
Elle est localisée dans la partie médiane et est de la cité de North Shore.

## Population
La population était de 3 834 habitants lors du recensement de 2013 en Nouvelle-Zélande, inchangée par rapport à celui de 2006.

## Gouvernance
La banlieue est sous la gouvernance du Conseil d'Auckland.

## Activités
Elle contient une école primaire et de nombreux parcs. Vers le sud de Chatswood se trouve Kendall's Bay, une petite baie du mouillage dépendant du mouillage de Waitematā Harbour. Le dépôt d’armes (en) de Kauri Point de la Royal New Zealand Navy est localisé au niveau de la ville de Chatswood.

## Éducation
L’école de Chelsea est une école mixte contribuant au primaire (allant de l’année 1 à 6), avec un taux de décile de 10 et un effectif de 355 élèves . Elle fut construite en 1981.